# Jacques Lusseyran
Jacques Lusseyran, född 19 september 1924 i Paris, död 27 juli 1971, var en fransk författare och politisk aktivist. Lusseyran blev blind vid en olycka i skolan då han var 8 år. Han avled i en trafikolycka tillsammans med sin tredje hustru Marie.